# L-Innu Malti
L-Innu Malti is het volkslied van Malta. De tekst van het lied werd geschreven door Dun Karm Psaila (1871-1961) op een melodie van Robert Samut (1870-1934). Het was oorspronkelijk bedoeld als een schoolhymne. Het lied werd voor het eerst uitgevoerd op 3 februari 1923, op 7 april 1941 en nogmaals op 21 september 1964. Het werd officieel aangenomen als het volkslied van Malta in 1945.

## Tekst
Lil din l-art ħelwa, l-Omm li tatna isimha,
Ħares, Mulej, kif dejjem Int ħarist:
Ftakar li lilha bl-oħla dawl libbist.
Agħti, kbir Alla, id-dehen lil min jaħkimha,
Rodd il-ħniena lis-sid, saħħa 'l-ħaddiem:
Seddaq il-għaqda fil-Maltin u s-sliem.

## Nederlandse vertaling
Bewaak haar oh heer, zoals u altijd heeft bewaakt.
Dit Moederland hebben wij lief wiens naam wij dragen.
Blijf eraan denken, wie u zo eerlijk heeft gemaakt.
Hij Die Beslist, wat als wijsheid wordt beschouwd.
In hoofd genade, sterkte in mensenverhoging
Bevestigt ons allen, in eenheid en vrede.